# Palle Hansen
Palle Hansen (født 1. marts 1987) er en dansk tidligere håndboldspiller, der spillede for Skjern Håndbold. Han har tidligere spillet for ligarivalerne fra GOG Svendborg. Han indstillede karrieren i 2014 i en alder af 27 på grund af skader.
Hansen optrådte på de danske ungdomslandshold.

## Eksterne links
- Spillerinfo Arkiveret 28. september 2008 hos  Wayback Machine